# بنك إنترا
بنك إنترا, مصرف لبناني أسسه يوسف بيدس سنة 1951. أصبح أكبر مصرف في لبنان في خضم سنوات قليلة، قبل أن يشهر إفلاسه في ظروف بقيت مثيرة للجدل وذلك عام 1966 في عهد الرئيس شارل حلو.